# Tamiasciurus douglasii
La ardilla de Douglas (Tamiasciurus douglasii) es una ardilla de pino que habita en el Noroeste del Pacífico de Norteamérica. Los nativos americanos del río de los Santos Reyes la llamaban la «Pillillooeet», una imitación de su característica señal de alerta. Los adultos miden alrededor de 33 cm (incluyendo la cola, que mide unos 13 cm) y pesan entre 150 y 300 g. Su apariencia varía según la época del año.